# Björnö
Björnö est une localité de Suède dans la commune de Växjö située dans le comté de Kronoberg.
Sa population était de 197 habitants en 2019.